# Midgeholme
Midgeholme – osada i civil parish w Anglii, w Kumbrii, w dystrykcie (unitary authority) Cumberland. W 2001 roku civil parish liczyła 67 mieszkańców.